# Кацба, Виталий Янкович
Виталий Янкович Кацба (род. 16 марта 1953, Члоу, Абхазская АССР) — советский и абхазский живописец, театральный художник, член Союза Художников СССР (1988), член Союза Художников Абхазии и Союза художников России. Заслуженный художник Абхазии. Заслуженный работник культуры Абхазии (2019). Главный художник Абхазского государственного драматического театра им. С. Я. Чанба.
Работы хранятся в частных галереях и коллекциях России, СНГ, Италии, Германии, Канады, Турции и Швейцарии. До пожара также хранились в Национальной картинной галерее Республики Абхазии.

## Биография
В 1960—1970 учился в Члоуской средней школе.
в 1970 поступает в Сухумское художественное училище.
В 1971—1974 служит в рядах советской армии.
Затем он продолжает учёбу в училище.
В 1977 поступает на подготовительные курсы в Тбилисскую государственную академию художеств.
В 1978 становится студентом факультета живописи отделения кино и телевидения. Учился у известного грузинского художника-живописца З. Нижарадзе. Будучи студентом, активно участвовал в художественной жизни Абхазии.
В 1984 успешно завершает учёбу в академии художеств дипломной работой «Эскизы к кинофильму по рассказу А. Н. Гогуа».
В 1984 он возвращается в Абхазию и начинает работать художником-постановщиком в Абхазском государственном драматическом театре им. С. Я. Чанба.
В 1985 году выступил в качестве художника-постановщика в художественном фильме «Сувенир» Д. Зантария (постановка В. Аблотия).
В 1986—1998 — главный художник Абхазского государственного драматического театре им. С. Я. Чанба.
В 1988 он, вместе с группой Союза Художников СССР, едет в Дом творчества им. Коровина в г. Гурзуф. В том же году он стал членом Союза Художников СССР.
С 1999 года директор Детского Дома творчества «Айнар»
В 2006, 2013 был признан лучшим художником года в Абхазии.
С 2016 года является главным художником Государственного русского театра драмы им. Ф. А. Искандера.

## Выставки
С 1979 года постоянно участвует в выставках, организуемых Союзом Художников Республики Абхазии.
В 1988 участвовал в Всесоюзной выставке художников СССР в г. Гурзуфе.
В 1989 принял участие в выставке «Крымские пейзажи» в Крыму.
В 1990 участвовал на пленэре в Польше в г. Устка, в составе Международной группы художников, затем — в отчётной выставке.
В 1992 представил три своих живописных полотна на Международной выставке в Италии, в г. Генуе — «500-летие открытия Америки Колумбом». Их приобрели частные коллекционеры в Италии.
В 1993 принял участие вместе с другими абхазскими художниками в Московской выставке.
В 2005 была организована выставка международного пленэра творческой группой «Спокуса» в г. Николаеве на Украине.
В 2006 по 2008 года посещал Гурзуф, участвовал в Международном симпозиуме живописи и графики под эгидой Международного Черноморского клуба и отчетных выставках.
Участвует во всех групповых выставках организуемых Союзом Художников Республики Абхазия.

## Произведения
С 1987 по 1999 год В. Кацба на посту главного художника театра оформил несколько спектаклей. Среди них: « Берег» Ю. Бондарева, « Кьеджинские перепалки» К. Гольдони, «Царь Леон» А. Агрба, «Пастух Махаз» Ф. Искандера, «Олибей» Д. Чачхалия. Во время успешных гастролей Абхазского драматического театра по странам Ближнего и Дальнего Зарубежья не раз были отмечены костюмы и декорации, выполненные Виталием.
Конец 1980- начало 1990 годов были для него творчески насыщенными. Так, в 1989 году в Польше, в г. Устке, он создал более десяти пейзажей. Среди них : «Причал».(холст, масло) и «Утро в Устке». (холст, масло). В 1991 году Виталий участвовал в выставке абхазских художников в Генуе, где были представлены: «Набережная Сухума» (1990 г., холст, масло) и два польских пейзажа, написанных во время творческой командировки в Устке

## Государственные награды
В 2009 году Российская академия художеств награждает дипломом и благодарит за участие в выставке « Диалог культур в пространстве академической школы» в Москве и Париже.
Заслуженный художник Республики Абхазия.
Заслуженный работник культуры Республики Абхазия (2019).
Присуждена премия Министерства культуры РА «Лучший художник года» в 2006 и 2013 гг.